# 松井えり菜

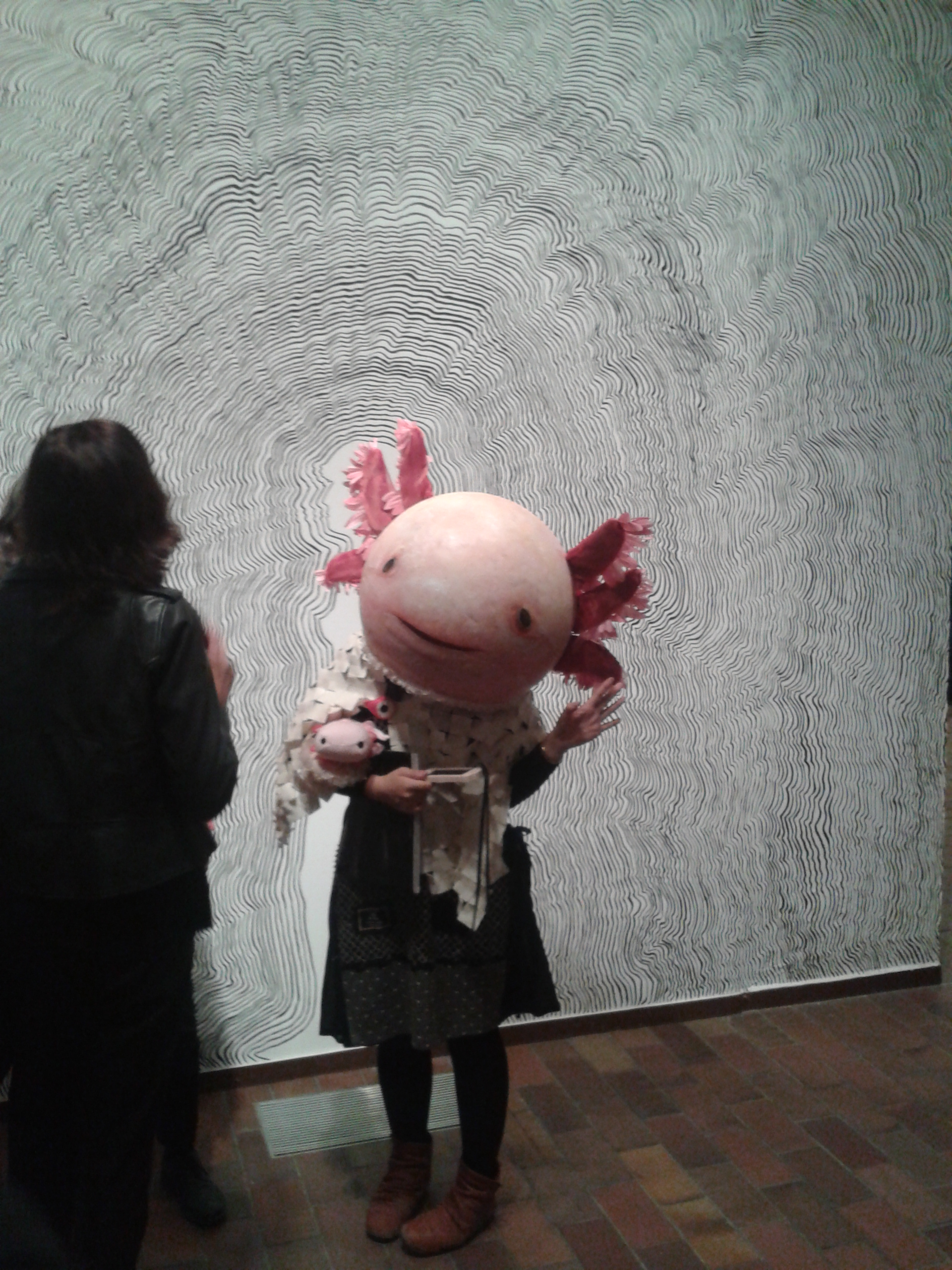
ジョアンミロ美術館でのレセプションの様子

松井 えり菜（まつい えりな、1984年1月8日 - ）は日本の画家、現代美術家。大きなサイズで描かれる個性的な自画像や、ウーパールーパーをモチーフとした作品で知られる。平成24年度文化庁新進芸術家海外留学制度研修員。

## 経歴
岡山県出身。2004年に自画像『えびちり大好き』でGEISAI#6の金賞を受賞。同作品はカルティエ現代美術館のコレクションとして収蔵される。多摩美術大学油絵科卒業の後、東京藝術大学大学院美術研究科油画専攻を修了。現在はスペインのジョアン・ミロ美術館での個展をはじめとして海外での展示も多く、またNTTドコモやモレスキン主催の展覧会に参加するなど活動の幅は広い。

## 主な展覧会
- 2005年　「J'en reve」カルティエ現代美術財団
- 2006年　「カルティエ現代美術財団コレクション展」東京都現代美術館
- 2007年　「私の小宇宙（コスモ）」山本現代
- 2007年　「サイクル：カワイイ!・ジャパン・トゥデイ」ジョアン・ミロ美術館
- 2009年　「モスクワビエンナーレ」モスクワ
- 2010年　「ワンタッチ・タイムマシーーン!」山本現代
- 2012年   「サンライズえり菜〜大原美術館をおもちゃ箱〜」、大原美術館
- 2013年   「Road Sweet Road」、クンストラーハウス・ベタニエン
- 2015年   「高橋コレクション展 ミラー・ニューロン」、東京オペラシティ アートギャラリー
- 2015年   「マンガ脳夜曲（マンガノウセレナーデ）〜絵画の続き〜」、山本現代
- 2016年   「顔の惑星」、鹿児島県霧島アートの森
- 2018年「県美コネクション」、岡山県立美術館
- 2020年　「令和おとぎ草子　桃太郎　KAMISHI By 松井えり菜」、岡山県立美術館
- 2021年　「六甲ミーツアート芸術散歩2021、六甲山

## 収蔵
- 大原美術館、岡山
- 岡山県立美術館、岡山
- 高松市美術館、香川
- 高橋コレクション、東京
- JAPIGOZZI Collection、ジュネーヴ
- Kolon group、ソウル
- Fondation Cartier、パリ